# Tel Baruch Darom

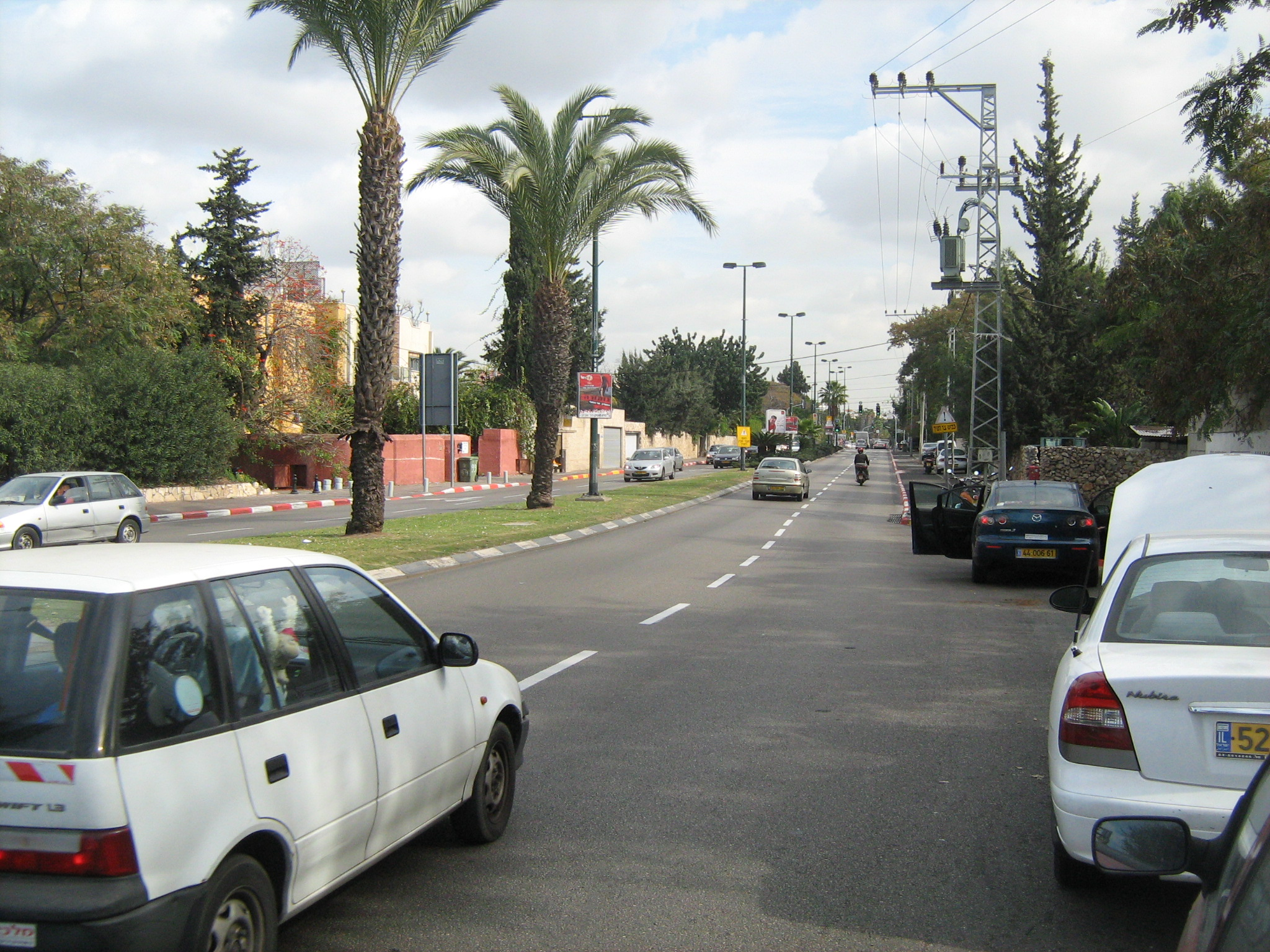
Zástavba ve čtvrti Tel Baruch Darom, třída Sderot Keren kajemet le-Jisra'el

Tel Baruch Darom (hebrejsky: תל ברוך דרום, doslova Baruchův pahorek-jih, někdy jen Tel Baruch, pro odlišení od sousední čtvrti Tel Baruch Cafon) je čtvrť v severovýchodní části Tel Avivu v Izraeli. Je součástí správního obvodu Rova 2 a samosprávné jednotky Rova Cafon Mizrach. Společně se sousední čtvrtí Tel Baruch Cafon tvoří širší urbanistický celek Tel Baruch.

## Geografie
Leží na severovýchodním okraji Tel Avivu, cca 3 kilometry od pobřeží Středozemního moře a cca 2,5 kilometru severně od řeky Jarkon, v nadmořské výšce okolo 30 metrů. Dopravní osou je takzvaná Ajalonská dálnice dálnice číslo 20, která prochází po jejím západním okraji (společně s železniční tratí). Na západě sousedí se čtvrtí Afeka, na severovýchodě s čtvrtí Tel Baruch Cafon, na východě s Ne'ot Afeka Bet (včetně podčásti Giv'at ha-Perachim) a na jihovýchodě s Ne'ot Afeka Alef.

## Popis čtvrti
Plocha čtvrti je vymezena na severu ulicí Josef Milo a Chana Rovina, na jihu třídou Sderot Keren kajemet le-Jisra'el, na východě ulicí Bnej Efrajim a na západě Ajalonskou dálnicí. Zástavba má charakter nízkých individuálních domů. V roce 2007 tu žilo 7990 obyvatel (údaj společný pro čtvrtě Tel Baruch Darom, Tel Baruch Cafon a Revivim). 